# Manfred Bruhn
Manfred Bruhn (* 1949 in Bremen) ist ein deutscher Betriebswirtschaftler und Professor für Marketing und Unternehmensführung an der Universität Basel sowie Gründer und Gesellschafter der Prof. Bruhn & Partner AG.

## Ausbildung
Bruhn studierte von 1970 bis 1974 Betriebswirtschaftslehre an der Westfälischen Wilhelms-Universität in Münster. Nach dem Studium folgten 1977 Promotion und 1985 Habilitation.

## Berufliche Tätigkeiten
Von 1983 bis 1995 war Bruhn Inhaber des Lehrstuhls für Betriebswirtschaftslehre, insbesondere Marketing und Handel an der EBS Universität für Wirtschaft und Recht, einer privaten wissenschaftlichen Hochschule in Oestrich-Winkel. Seit 1995 ist Bruhn Ordinarius für Betriebswirtschaftslehre, insbesondere Marketing und Unternehmensführung am Wirtschaftswissenschaftlichen Zentrum (WWZ) der Universität Basel. Von 2009 bis 2011 war Bruhn Dekan an derselbigen Fakultät. Seit 2005 ist er zudem Honorarprofessor an der Technischen Universität München.
Im Rahmen seiner Lehrtätigkeiten hält Bruhn Vorlesungen zu den Themen der Allgemeinen Betriebswirtschaftslehre (z. B. Strategische Unternehmensführung) und des Marketing (Marketinggrundlagen, Integrierte Kommunikation, Markenführung). Darüber hinaus unterrichtet er Fort- und Weiterbildungskurse an universitären Executive Programmen in der Schweiz und im Ausland (München, Wien, Hamburg) und ist wissenschaftlicher Leiter des Programms „Master of Advanced Studies in Marketing Management“.

## Forschungsschwerpunkte
Bruhn hat zahlreiche Publikationen zu den Themen Strategische Unternehmensführung, Marketingmanagement, Customer-Relationship-Management, Konsumentenverhalten, Kommunikationspolitik, Dienstleistungsmarketing, Non-Profit-Marketing, Integrierte Kommunikation, Relationship Marketing und Markenpolitik veröffentlicht. Seine fünf wichtigsten Publikationen (Aufsätze) sind:
- The role of the fit construct and sponsorship portfolio size for event sponsorship success: A field study, in: European Journal of Marketing, Vol. 49, forthcoming (gemeinsam mit M. Holzer)
- Antecedents and consequences of the quality of e-customer-to-customer interactions in B2B brand communities, in: Industrial Marketing Management, Vol. 43, No. 1 (2014), S. 164–176 (gemeinsam mit S. Schnebelen und D. Schäfer)
- Are social media replacing traditional media in terms of brand equity creation?, in: Management Research Review, Vol. 55, No. 9 (2012), S. 770–790 (gemeinsam mit V. Schoenmüller und D. Schäfer)
- Messung der Qualität in Dienstleistungscentern – am Beispiel eines Flughafens, in: Zeitschrift für Betriebswirtschaft, 80. Jg., Nr. 4 (2010), S. 351–382 (gemeinsam mit V. Batt, K. Hadwich und S. Meldau)
- Customer equity management as formative second-order construct, in: Journal of Business Research, Vol. 61, No. 12 (2010), S. 1292–1301 (gemeinsam mit D. Georgi und K. Hadwich)

## Auszeichnungen und Preise
Bruhn wurde für seine Forschungsarbeiten mit mehreren Preisen ausgezeichnet, unter anderem mit dem Dissertationspreis der Universität Münster, dem Georg-Bergler-Preis für Absatzwirtschaft und Best Paper Awards bei verschiedenen Konferenzen. Im Juli 2015 erhielt er das Ehrendoktorat der Universität Hohenheim sowie im Oktober 2015 der Universität Rostock.

## Herausgeber- und Gutachtertätigkeiten
Bruhn übt diverse Herausgebertätigkeiten aus, z. B. in „Die Unternehmung“, dem European Journal of Marketing und dem Journal of Marketing Communication. Darüber hinaus ist er Gutachter zahlreicher wissenschaftlicher (deutsch- und englischsprachiger) Zeitschriften, wie z. B. der Zeitschrift für betriebswirtschaftliche Forschung, dem Journal of Business Research sowie dem European Journal of Marketing.